# Lhong Cut
Lhong Cut is een bestuurslaag in het regentschap Banda Aceh van de provincie Atjeh, Indonesië. Lhong Cut telt 1716 inwoners (volkstelling 2010).